# Сейши
Сейши (на френски: seiche) са т.нар. стоящи вълни с голям период (от няколко минути до десетки часове) на проявление, възникващи в по-големи или по-малки затворени водоеми (морета, езера, заливи и др.). Те се образуват в резултат от интерференцията на вълните, възникващи под въздействието на външни сили (рязко изменение на атмосферното налягане, вятър, сеизмични явления и др.) и вълни, отразени от бреговете на модния басейн. При сейшите се наблюдава колебателно движение на цялата водна маса, като винаги съществува една или няколко линии, в които водното ниво не се изменя. Тези линии се наричат възли или възлови линии. Сейшите могат да бъдат едновъзлови, двувъзлови и т.н. с амплитуда от няколко mm до няколко m. Така например в Женевското езеро амплитудата им достига 2 m с период над 1 час, в Алжирския залив се наблюдават сейши с амплитуда до 1 m и период малко повече от 1 минута, а в Азовско море – с амплитуда 10 – 25 cm и период до 23 часа.
Терминът е въведен през 1890 г. от швейцарския естествоизпитател Франсоя алфонс Форел (1841 – 1912), който осъществява първите научни наблюдения на сейши в Женевското езеро.